# Lucie, větší než malé množství lásky
Lucie, větší než malé množství lásky je původní český muzikál z roku 2013. Je založen na písních skupiny Lucie, ale děj muzikálu nemá se skupinou samotnou nic společného. Libreto napsal Tomáš Belko a muzikál režíroval Petr Novotný  . Slavnostní premiéry se uskutečnily ve dnech 31. října a 1. listopadu 2013 v Hudebním divadle Karlín .

## Obsazení
| Lucie                        | Barbora Poláková nebo Emma Smetana nebo Eva Burešová  |
| Daniel                       | Václav Noid Bárta nebo Patrik Děrgel nebo David Kraus |
| Jáchym                       | Pavel Liška nebo Martin Písařík                       |
| Andrea                       | Jana Pidrmanová nebo Kateřina Sedláková               |
| Boris                        | Lukáš Vaculík nebo Karel Roden                        |
| šéf tiskárny                 | Vladislav Beneš nebo Jiří Korn nebo Václav Vydra      |
| otec Daniela a otec Andrey   | Vladislav Beneš nebo Rudolf Kubík                     |
| matka Daniela a matka Andrey | Ivana Andrlová nebo Radana Herrmanová                 |

## Tvůrci
- Hudba a texty: David Koller, Robert Kodym, Michal Dvořák, P.B.CH.
- Libreto: Tomáš Belko
- Režie: Petr Novotný
- Choreografie: Pavel Strouhal
- Scéna a kostýmy: Michaela Horáčková Hořejší
- Filmové projekce: F. A. Brabec
- Hudební nastudování: Martin Kumžák
- Light design: Pavel Dautovský
- Sound design: Petr Ackermann
- Dramaturg: Patrick Fridrichovský
- Spoluautoři písní: Dáda Albrecht, Tomáš Belko, Michal Běloušek, Oskar Petr, Ivan Král, Lucie Svobodová, Tomáš Svoboda

## Recenze
- Marta Procházková, Divadelní magazín, 5. listopadu 2013,  [4]
- Lenka Lokvencová, Topzine.cz, 5. listopadu 2013,  [5]
- Veronika Nováková, Informuji.cz, 3. listopadu 2013  [6]